# Гринбрайерское привидение
Гринбрайерское привидение (англ. Greenbrier Ghost) — призрак молодой женщины из округа Гринбрайер в США, которая погибла в 1897 году. Первоначально было решено, что она умерла по естественным причинам, но позже суд принял решение, что женщина была убита мужем на основании показаний её матери, которая, в свою очередь, сообщила, что это ей подсказало привидение дочери.

## История

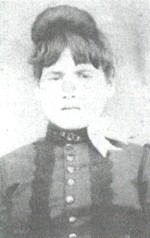
Elva Zona Heaster-Shue

Зона Хистер (англ. Elva Zona Heaster), жертва убийства, родилась в 1876 году в округе Гринбрайер в семье Джейкоба Хистера (англ. Jacob Hedges Heaster, 1847—1917) и Мэри Робинсон-Хистер (англ. Mary Jane Robinson Heaster, 1849—1916). О её ранней жизни имеется мало сведений, известно только, что она выросла в городке Ричланд (Западная Виргиния) и в 1895 году родила внебрачного ребенка. В 1896 году Зона повстречалась с бродягой по имени Эдвард Шу (полное имя англ. Erasmus Stribbling Trout Shue), который приехал в Гринбрайер и нашёл там работу. Двое молодых людей полюбили друг друга и вскоре поженились, несмотря на возражения матери Зоны — Мэри Хистер, питавшей неприязнь к Эдварду.
Прожили супруги вместе недолгое время — 23 января 1897 года тело Зоны Хистер-Шу было обнаружено гуляющим мальчиком, который сообщил об этом своей матери, вызвавшей местного врача и коронера, прибывших на место происшествия спустя час. К моменту их прибытия Эдвард Шу перенес тело жены наверх в спальню и положил её на кровать. Доктор Джордж Кнапп (англ.  George Knapp) произвёл краткий осмотр, которому мешал всхлипывающий муж жертвы, и покинул дом. Родители Зоны были проинформированы о её смерти.
Зона Шу была похоронена на следующий день после смерти, 24 января, на местном кладбище Soule Chapel Methodist Cemetery. 
Мать, не веря в то, что её дочь умерла просто так, в течение четырёх недель молилась, надеясь, что та вернется и объяснит, что произошло. Согласно местной легенде, через четыре недели после похорон к матери Зоны в течение четырёх ночей являлся призрак дочери и рассказал, что в её смерти виновен муж, который задушил её, сломав шею. Мать уговорила местного прокурора Джона Престона (англ. John Alfred Preston) произвести эксгумацию тела. Вскрытие, проведенное 22 февраля 1897 года, показало, что у Зоны действительно сломана шея, а на горле присутствуют следы пальцев, вследствие чего Эдвард Шу был арестован. В ходе судебного процесса, начавшегося 22 июня, мать Зоны настолько уверенно давала показания, что судья не смог убедить присяжных не принимать решение, основываясь на словах привидения. В результате решения суда 11 июля 1897 года, Шу был признан виновным в убийстве и приговорен к тюремному заключению. Шу был переведён в тюрьму города Моундсвилл, Западная Виргиния, где находился в течение трёх лет. Он умер 13 марта 1900 года от неизвестной эпидемии и был похоронен в безымянной могиле на местном кладбище. 
А рядом с кладбищем, где похоронена Зона Хистер-Шу, установлен памятный знак Гринбрайерскому привидению.

## В культуре
- На основании этого события в 1998 году была написана пьеса, поставленная в театре Greenbrier Valley Theatre. Позже была создана её музыкальная адаптация.
- Американским писателем Джонатаном Мэйберри[4] была написана книга «Шерлок Холмс и гринбрайерский призрак»[5].